# 土曜スーパースペシャル
『土曜スーパースペシャル』（どようスーパースペシャル）は、日本テレビ系列局でかつて土曜 19:00 - 20:54 (JST) に編成されていた単発特別番組枠の呼称。

## 概要
『土曜トップスペシャル』が終了して2年半。それ以降土曜の夜に単発番組が編成されることは無かったが、それまで2時間枠だった『木曜スペシャル』が再び90分枠に戻ったのに伴い、1988年4月16日から別枠で2時間の単発ゾーンを土曜のゴールデン枠に設けた。放映された内容も、『木曜スペシャル』と違う編成、または『欽ちゃんの仮装大賞』などといった日テレの名物企画などであった。また、同番組はプロ野球中継の雨傘番組としても用いられた。後期の同番組の後継枠『マジカル頭脳パワー!!』編成後は視聴率的に好調なため編成されなくなったが、『木曜スペシャル』と枠交換し、『スーパースペシャル'94〜2004』になってから三度編成されるようになった。

## 放送期間
- 【第1期】：1988年4月 - 1989年9月
- 【第2期】：1990年3月 - 1990年9月

## 放送された企画

### 第1期

#### 1988年
- プロ野球中継
- 今夜は生放送!オール電リク紅白王座決定戦 - 第1期第1回
- 美空ひばりIN東京ドーム 不死鳥翔ぶ!!新しき空に向って
- 欽ちゃんの第24回全日本仮装大賞
- 潜入!!獄中24時
- 涙と感動の20年!全日本有線放送大賞グランプリ大会（読売テレビ制作）
- キャッツ・アイ（単発ドラマ版）
- 怪奇特集・3分に1回怖くなる!!あなたの知らない世界
- 夢と承知で（単発時代劇）
- 怒り、悲しみ、そして喜び テレビ放送35年（開局記念特別番組）
- 欽ちゃんの第25回全日本仮装大賞
- 第2回オールスター夢の球宴! - かつてフジテレビ系列で放送された『オールスター夢の球宴』の日テレ版。「ブラックス」・「ホワイツ」・「グリーンズ」・「レッズ」の計4チームが対戦。ホワイツは当時金曜20:00で放送されていた『もっとあぶない刑事』から、柴田恭兵・舘ひろしらが参加、またグリーンズは元巨人軍のジャイアント馬場を始めとする、全日本プロレス所属プロレスラーが参加した。ルールは1回戦は3イニングまで、勝ちチームは負けチームから最高4名まで自軍に加え、決勝戦は5イニングまで戦い、優勝チームは全員（他チームから補充した選手も）をハワイ旅行を獲得。収録場所は東京ドーム。総合司会は福留功男（当時局アナ。実況兼任）と板東英二（メイン解説者兼任）、ゲスト解説者は山田邦子と木内みどり、始球式ゲストは浅香唯。
- 輝け!第13回日本民謡大賞
- これが世界のマジシャンだ
- 今夜見おさめ!これが最後のシブがき隊だ - シブがき隊最後のテレビ出演。ものまね・ドッキリ・コントなどや、売り出しドラマ『2年B組仙八先生』出演者との再会などで構成。また番組では沖縄県渡嘉敷島近辺の無人島「離島」（はなりじま）を「シブがき島」と命名し、シブがき隊の胸像を設置した。ナレーター：神谷明。
- 生きた!泣いた!ありがとう! - 腎臓提供者のドキュメント。
- 全日本仮装大賞ウラおもて全部見せます・永久保存版
- 爆笑!!世界の動物㊙レース!ビックリ動物スポーツ!
- '88世界オールスターダンス選手権（開局記念特別番組）
- 太平洋戦争は避けられた!
- とんねるずの輝け・そっくり大賞
- 中村雅俊のメリーXマス!生放送!!

#### 1989年
- プロ野球中継
- ロサンゼルスの光と影
- 緊急UFO現地取材特報
- 古代人の夢の実現!空飛ぶ人間砲弾・二代目引田天功大脱出（後述）
- コサキンのギャハハTV・笑いっぱなしで120分（『コサキン勝手にごっこ』の姉妹版）
- 抱腹絶倒!ラーメン大作戦
- 湯けむり!グルメ!人間!すべて見せます 特選あったか二人旅
- 抱腹度120%!!英国の冒険野郎・生死を賭けたパフォーマンス
- 初公開!北京警察潜入工作48時
- 輝け美少女!高校生マドンナ大賞!!
- 天丼・カツ丼・いろいろ丼・今夜発表 うまいどんぶり大集合!
- ルパン三世 バイバイ・リバティー・危機一発!
- オールスター変装グランプリ／オールスター変装㊙大作戦!!
- 夢大陸・ぶらり南米各駅停車の旅（後述）
- 欽ちゃんの第27回全日本仮装大賞
- 決定版ぐわんばれ日本男児 珍プレー好プレー集（スポーツ全般）
- 決闘高田ノ馬場（単発時代劇）
- 逸見・郁恵の暑中お見舞い歌まつり
- 対決!クイズ美味しんぼ大作戦
- ザ・スカウト（『スター誕生!』現代版）
- 再現!恐怖の日本ミステリー劣等
- 永久保存版オールスターデビューの祭典!!
- 緊急UFO徹底取材特集（第1期最終回）

### 第2期

#### 1990年
- プロ野球中継
- 総決算!あなたが選ぶスポーツ大賞
- オールスターが試験官!輝けTVギョーカイ就職試験大賞
- 第4回日本ゴールドディスク大賞
- 生放送・UFO特集!!
- 花の万博前夜祭・人気タレントグランプリ今夜決定!
- 超爆笑・超激怒いやがらせ大賞!!
- 今夜決定!思い出のドラマ大賞・燃えるあのシーン
- 密着!!大相撲地方巡業
- 世界と日本のオシャレな面白列車大集合
- 熱唱!艶姿!美空ひばり - 美空ひばり1周忌特集。
- オールスターデビューの祭典②
- 笑って学ぶ!わかりやすい世界事情・東西ドイツ統一
- テレビが生んだ思い出の名曲特集! - 第2期最終回。日本テレビ過去の番組や、その番組で歌われた主題歌などを放送。なぜかテレビ朝日系列で放送された『機動戦士Zガンダム』の『水の星へ愛をこめて』(名古屋テレビ制作)もゲストの一人・森口博子が歌唱した。また『ルパン三世』(第1作。読売テレビ制作)はエンディングテーマ『ルパン三世その2』を放送したが、なぜかテロップは『ルパン三世エンディングテーマ』になっていた。司会：福留功男、木村優子（当時局アナ）、高田純次。ナレーター：井上真樹夫。

（参考：朝日新聞ラ・テ欄）

## 休止
- 1988年8月27日・1989年8月26日・1990年8月25日の放送は、それぞれ『24時間テレビ 「愛は地球を救う」』（それぞれ第11回・第12回・第13回）の影響で放送休止。
- 1988年12月31日の放送は、『世界ビックリ大賞スペシャル』（18:00 - 20:00）、年末時代劇『五稜郭（第2部）』（20:00 - 23:00）の影響で放送休止。
- 1989年1月7日の放送は、昭和天皇崩御による特別編成（翌1月8日まで）の影響で放送休止。そのため、放送される予定だった『二代目引田天功大脱出』は2月25日に変更された。

## プロ野球中継に関する事項
- プロ野球中継は、1988年と1989年は19:00から開始していたが、1990年は18:30から開始した。これは当時この枠がローカルセールス枠であり、『三井不動産アニメワールド』を放送していたからである。
- プロ野球中継が中止になり、雨傘番組が編成されたのは、1989年5月6日の『ぶらり各駅停車の旅』の時のみだった。当番組が編成されていた時期は、読売ジャイアンツのフランチャイズが東京ドームになったため、余程の事が無い限り雨天中止にはならず、時折編成された広島東洋カープ・阪神タイガース主催の巨人戦も予定通り開催されることが多かったためこの様な結果となったのである。
- 広島テレビ・読売テレビ・中京テレビでは、プロ野球地元球団が関与する試合（中京テレビは中日ドラゴンズ主催ゲームの放映権がないため対広島・阪神のビジターゲームの一部のみ）に時折差し替えることがあり、本番組が後日の遅れネットとなることがあった（巨人戦差し替え時を除く）。